# Troène
Ligustrum
Genre
Synonymes
- Esquirolia H. Lév.[2]
- Faulia Raf.[2]
- Ligustridium Spach[2]
- Parasyringa W. W. Sm.[2]
- Phlyarodoxa S. Moore[2]
- Visiania DC.[2]

Les troènes, Ligustrum en latin, est un genre de plantes à fleurs dicotylédones de la famille des Oleaceae, originaire d'Eurasie et d'Afrique du Nord, qui comprend une cinquantaine d'espèces.
Ce sont des arbustes ou de petits arbres au feuillage caduc, semi-persistant ou persistant. Beaucoup d'espèces de troènes sont utilisées en horticulture pour créer des haies taillées. En France seul le troène commun (Ligustrum vulgare) est indigène.

## Liste d'espèces
Selon The Plant List (1 juin 2018) :
- Ligustrum angustum B.M.Miao
- Ligustrum australianum F.Muell.,  troène d'Australie
- Ligustrum compactum (Wall. ex G.Don) Hook.f. & Thomson ex Brandis (Himalaya, sud-ouest Chine)
- Ligustrum confusum Decne. (Himalaya)
- Ligustrum cumingianum Decne.
- Ligustrum delavayanum Har. (sud-ouest Chine, Birmanie)
- Ligustrum expansum Rehder (Chine)
- Ligustrum gamblei Ramamoorthy
- Ligustrum glomeratum Blume (Thaïlande, Malaisie)
- Ligustrum gracile Rehder (Chine)
- Ligustrum henryi Hemsl. (Chine centrale)
- Ligustrum ibota Siebold (Japon)
- Ligustrum japonicum Thunb.-  Troène du Japon, Troène du Texas (Syn. Ligustrum texanum) (Japon, Corée)
- Ligustrum leucanthum (S.Moore) P.S.Green (Chine)
- Ligustrum lianum P.S.Hsu (Chine)
- Ligustrum lindleyi (Wall. ex G.Don) P.S.Green
- Ligustrum liukiuense Koidz. (Taïwan)
- Ligustrum lucidum W.T.Aiton - troène de Chine (Chine, Japon, Corée)
- Ligustrum micranthum Zucc.
- Ligustrum morrisonense Kaneh. & Sasaki (Taïwan)
- Ligustrum myrsinites Decne.
- Ligustrum nepalense Wall.
- Ligustrum novoguineense Lingelsh.
- Ligustrum obovatilimbum B.M.Miao (Chine)
- Ligustrum obtusifolium Siebold & Zucc. Asie orientale
- Ligustrum ovalifolium Hassk.– Troène de Californie (Japon)
- Ligustrum perrottetii A.DC.
- Ligustrum pricei Hayata (Taïwan)
- Ligustrum punctifolium M.C.Chang
- Ligustrum quihoui Carrière (Chine)
- Ligustrum retusum Merr. (Chine)
- Ligustrum robustum (Roxb.) Blume (Chine)
- Ligustrum salicinum Nakai
- Ligustrum sempervirens (Franch.) Lingelsh. (ouest de la Chine)
- Ligustrum sinense Lour. – Troène de Chine (Chine, Taïwan)
- Ligustrum stenophyllum Quisumb. & Merr.
- Ligustrum strongylophyllum Hemsl. (Chine centrale)
- Ligustrum tamakii Hatus.
- Ligustrum tenuipes M.C.Chang (Chine)
- Ligustrum tschonoskii Decne. (Japon)
- Ligustrum undulatum Blume
- Ligustrum vulgare L.– Troène commun
- Ligustrum xingrenense D.J.Liu (Chine)

## Étymologie
Le nom commun troène remonte à l’ancien français troine (XIIe s.), altéré (d'après chêne, frêne) d’un troile (cf. poitevin troulle, lorrain troille, wallon trôye), emprunté à l’ancien haut-francique trugil « bois dur ; auget », trugilboum, harttrugil « troène ; cornouiller », conservé en allemand régional Trögel, Trügel, au sens de « auget, coffret », et Hartriegel « cornouiller ».
Le nom générique, « Ligustrum », est le nom latin du troène. Ce terme dérive du verbe ligare « lier », car ses tiges flexibles servaient à faire des liens.

## Consommateurs
Les chenilles des papillons de nuit (hétérocères) suivants se nourrissent de troène :
- bois-sec, Xylena exsoleta
- noctuelle cuivrée, Amphipyra pyramidea (Noctuidae).

Parmi les Sphingidae, le Sphinx du Troène, Sphinx ligustri L., se nourrit entre autres de Troène.
Chez les Geometridae, l’Ennomos du Lilas, Apeira syringaria L. la Phalène du Sureau, Ourapteryx Sambucaria L., la Boarmie pétrifiée, Menophra abruptaria et la Boarmie rhomboïdale, Peribatodes Rhomboidaria, la Phalène du Marronnier d’Inde Alsophila Aescularia, et la Larentie verdâtre, Acassis Viretata, consomment entre autres du Troène.

## Toxicité
Le troène peut être mortel en cas d'ingestion de feuilles (chevaux, ruminants) ou de baies (chien, enfants). La mort peut survenir quelques heures après l'ingestion,. Cet arbuste est un neurotoxique (convulsivant) et un entérotoxique (diarrhée) du fait qu'il renferme un hétéroside, la ligustrine. Il renfermerait aussi des saponosides. Chez l'enfant, l'ingestion de 30 baies entraîne une intoxication grave, les baies noires sont attirantes pour les enfants, elles sont confondues avec des myrtilles.

## Caractère envahissant
Certaines espèces de troènes se sont révélées invasives dans des régions d'Amérique du Nord et d'Australie où elles ont été introduites.

## Symbolique
Dans le calendrier républicain, le Troène était le nom attribué au 4e jour du mois de ventôse.